# Numeri di Genocchi
I numeri di Genocchi sono i numeri interi che costituiscono una successione di interi che denotiamo con G1, G1, G2, ... .
Essi sono così chiamati in onore del matematico italiano Angelo Genocchi.
I numeri di Genocchi possono definirsi come i coefficienti del seguente sviluppo in serie di Taylor:
{\displaystyle {\frac {2t}{e^{t}+1}}=\sum _{n=1}^{\infty }G_{n}{\frac {t^{n}}{n!}}} .
Tutti i numeri di Genocchi con deponente dispari superiore a 1 sono nulli.
I primi 16 valori della successione sono:
1, -1, 0, 1, 0, -3, 0, 17, 0, -155, 0, 2073, 0, -38227, 0, 929569
Nel 2004 D. Terr ha dimostrato che i soli numeri di Genocchi che sono primi sono 
G6 = -3 e G8 = 17.